# Israel Space Agency

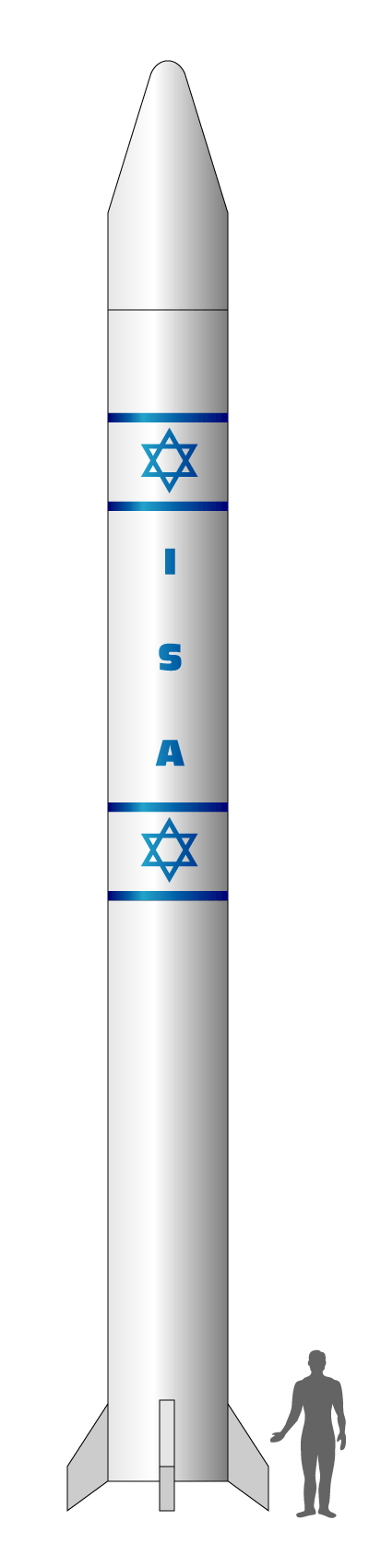
Dreistufige Trägerrakete Shavit (RSA-3)

Die Israel Space Agency (ISA; hebräisch סוֹכְנוּתִ הֶחָלָל הַיִּשְׂרְאֵלִית Sōchnūt heChalal haJisrəʾelīt, deutsch ‚Israelische Agentur des Alls‘) ist die staatliche israelische Raumfahrtorganisation mit Sitz in Tel Aviv. Sie untersteht dem israelischen Ministerium für Wissenschaft, Technologie und Raumfahrt. Die ISA ersetzte 1983 das 1960 gegründete National Committee for Space Research.

## Aufgaben
Die ISA führt Raumfahrtprogramme zusammen mit dem interdisziplinären Zentrum für technologische Analysen und Vorhersagen der Universität Tel Aviv, dem Nationalen Ausschuss für Raumforschung, der Israelischen Nationalen Akademie für Wissenschaften sowie der israelischen Flugzeugindustrie durch.
Die ISA hat Kooperationen mit den Raumfahrtorganisationen von USA (NASA), Frankreich (CNES), Kanada (CSA), Indien (ISRO), Deutschland (DLR), Ukraine (NSAU), Russland (RKA), Niederlande (NIVR), Brasilien (AEB) und im Januar 2011 mit der Europäischen Weltraumorganisation (ESA) abgeschlossen.
Zusammen mit der Israelischen Astronomische Gesellschaft werden die Sternwarte Givʿatajim und das Wise Observatory in Mitzpe Ramon betrieben.

## Geschichte
Die ISA ersetzt das 1960 von der Universität Tel Aviv als wissenschaftliches Forschungsprojekt gegründete National Committee for Space Research. Die Gründung 1983 erfolgte innerhalb der Israelischen Streitkräfte in Zusammenarbeit mit der zivilen Israel Aerospace Industries.

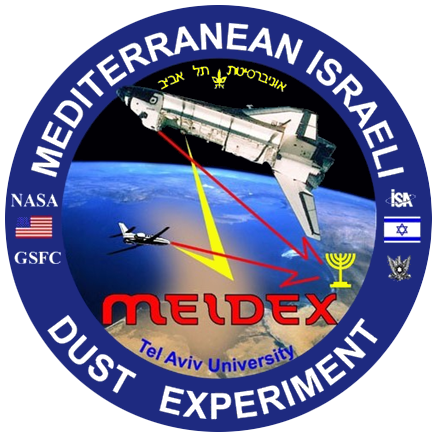
Experimente zur Erforschung des Einflusses von Staubpartikeln

Die ersten beiden Projekte waren die Entwicklung einer Trägerrakete und eines militärischen Aufklärungssatelliten. Am 19. September 1988 startete die ISA ihren ersten Satelliten Ofeq-1 mit der selbst entwickelten Schavit-Rakete. Der Raketenstartplatz der ISA befindet sich ca. 10 km südlich von Tel Aviv auf der Luftwaffenbasis Palmachim am Mittelmeer, 4 km südlich des Kibbuz Palmachim.
Am 16. Januar 2003 startete mit Ilan Ramon der erste Israeli als Nutzlastspezialist mit einem US-amerikanischen Space Shuttle in den Weltraum. Er führte rund 80 Experimente durch, unter anderem erforschte er den Einfluss von Staubpartikeln in der Atmosphäre auf die Erderwärmung. Die Weltraumfähre Columbia brach nach dem zweiwöchigen Flug am 1. Februar 2003 beim Wiedereintritt in die Erdatmosphäre auseinander. Alle sieben Besatzungsmitglieder kamen dabei ums Leben.
Die israelische Raumsonde BeReschit zerschellte am 11. April 2019 auf der Oberfläche des Mondes. Trotz der gescheiterten weichen Landung ist Israel das erst siebte Land, das mit einem Raumfahrzeug bis zum Mond gelangte.

## Projekte

### Raketenstartplatz
Der Weltraumbahnhof der ISA befindet sich 12 km südlich der Stadtgrenze von Tel Aviv-Jaffa auf der Luftwaffenbasis Palmachim am Mittelmeer, 4 km südlich des Kibbuz Palmachim.
Aufgrund der geographischen Lage Israels und der feindseligen Beziehungen zu den Nachbarländern starten die Raketen genau nach Westen über das Mittelmeer. Damit wird ein Überfliegen feindlicher Gebiete vermieden und verhindert, dass bei einem Absturz Teile auf besiedeltes Gebiete fallen. Die gestarteten Satelliten gehören zu den wenigen Erdsatelliten, welche die Erde in Ost-West-Richtung und dabei nicht annähernd äquatorial umkreisen. Der Start gegen die Erdrotation verursacht einen um ca. 30 % höheren Treibstoffverbrauch.

### Shavit Trägerrakete
Shavit (hebr. für Komet) ist die Bezeichnung einer dreistufigen feststoffangetriebenen Trägerrakete, die aus der Jericho-2-Mittelstreckenrakete entwickelt wurde. Ihr Erstflug fand am 19. September 1988 statt.

### Satelliten
- Gurwin-Techsat, auch OSCAR 32, war ein Amateurfunksatellit, der am 10. Juli 1998 mit einer Zenit-2 in Baikonur gestartet wurde und bis April 2010 in Betrieb war.

- Ofeq-Satellitenserie (hebräisch אופק ‚Horizont‘) sind israelische Satelliten zur optischen Aufklärung. Alle bisherigen 11 Satelliten wurden mit Schavit-Raketen vom Raketenstartplatz Palmachim aus in rückläufige Umlaufbahnen gestartet. Dies kostet mehr Treibstoff, bietet aber den Vorteil, dass ausgebrannte Raketenstufen ins Mittelmeer anstatt auf bewohnte Gebiete fallen und die Flugbahn nicht über arabischem Gebiet stattfindet. Ofeq 1 wurde am 19. September 1988 gestartet.

- AMOS-Satellitenserie sind Kommunikationssatelliten, die seit dem 16. Mai 1996 gestartet wurden. Die bisherigen sechs Starts wurden durch verschiedene Raumfahrtkonzerne durchgeführt.

- Eros Satelliten: Die Satelliten der Serie EROS (Earth Resources Observation Systems) sind kommerzielle Erdbeobachtungssatelliten. Die bisherigen drei Satelliten wurden von Israel Aircraft Industries (IAI) hergestellt. Der erste erfolgreiche Start fand am 6. Dezember 2000 statt.

- Sloshsat-FLEVO, ein Mikro-Forschungssatellit in Zusammenarbeit mit der ESA und der Niederländischen Luft- und Raumfahrtbehörde wurde am 12. Februar 2005 mit einer Ariane 5 gestartet.

- TechSAR 1 (auch TECSAR oder Polaris) ist ein Radaraufklärungssatellit, der am 21. Januar 2008 mit einer indischen PSLV-Trägerrakete gestartet wurde. In den Folgejahren wurden zwei weitere Satelliten der TechSAR-Serie gebaut. TechSAR 2 startete am 9. April 2014, TechSAR 3 am 29. März 2023 (jeweils MESZ).[3]

- Duchifat-1: Auf Initiative der ISA haben Schüler den Mini-Satelliten Duchifat 1, hebräisch für Wiedehopf (Nationalvogel Israels) entwickelt, der am 19. Juni 2014 mit einer russischen Dnepr-1 gestartet wurde. Er ist ein Radiosatellit, der verlorene Reisende in Gebieten ohne Handyempfang finden kann, ist solarbetrieben und kann 20 Jahren in der Umlaufbahn bleiben.

- DIDO 2, PEASSS und BGUSat: Die Kleinsatelliten wurden am 15. Februar 2017 mit einer indischen Polar Satellite Launch Vehicle gestartet.[4]

- Duchifat-2: Er wurde von 80 jüdischen und arabischen Schülern entwickelt und zusammen mit 27 weiteren Kleinstsatelliten im Rahmen des EU-Wissenschaftsprojekts QB50 am 18. April 2017 mit einem Cygnus-Raumtransporter zur ISS gebracht und ca. sechs Wochen später von der Raumstation aus ins All entlassen. Duchifat-2 hat eine Größe von 10 × 10 × 22,7 cm und ein Gewicht von 1.800 Gramm. Mit ihm wird die Plasmadichte in der unteren Thermosphäre untersucht.[5]

- VENµS, ein Umweltbeobachtungssatellit, der in Zusammenarbeit mit der französischen CNES am 2. August 2017 mit einer Vega-Rakete vom Centre Spatial Guyanais in Kourou aus gestartet wurde.[6]
- Am 3. September 2020 wurde gemeinsam mit der italienischen Raumfahrtbehörde der Nanosatellit „DIDO III“ gestartet. Er enthält ein kleines Labor, in dem verschiedene Experimente aus den Bereichen der Medizin, Biologie und Chemie durchgeführt werden.[7]
- Am 20. Februar 2021 ist der Nanosatellit TAU-SAT1 vom Mid-Atlantic Regional Spaceport ins All gestartet. Entwickelt wurde er von Forschern der Universität Tel Aviv und soll unter anderem die kosmische Strahlung untersuchen.[8]

### D-Mars Simulation
Im Februar 2018 simulierten vier Tage lang sechs Wissenschaftler im Machtesch Ramon im Negev einen Aufenthalt auf dem Mars. Sie verließen die simulierte Raumstation nur in ihren Raumanzügen, um Sand- und Gesteinsproben der Umgebung zu entnehmen. Die Forscher untersuchten verschiedene Bereiche, die für eine künftige Marsmission von Interesse sein könnten, wie etwa Satelliten-Kommunikation, Strahlenmessung und Anzeichen von Leben im Boden.

### Mondsonden

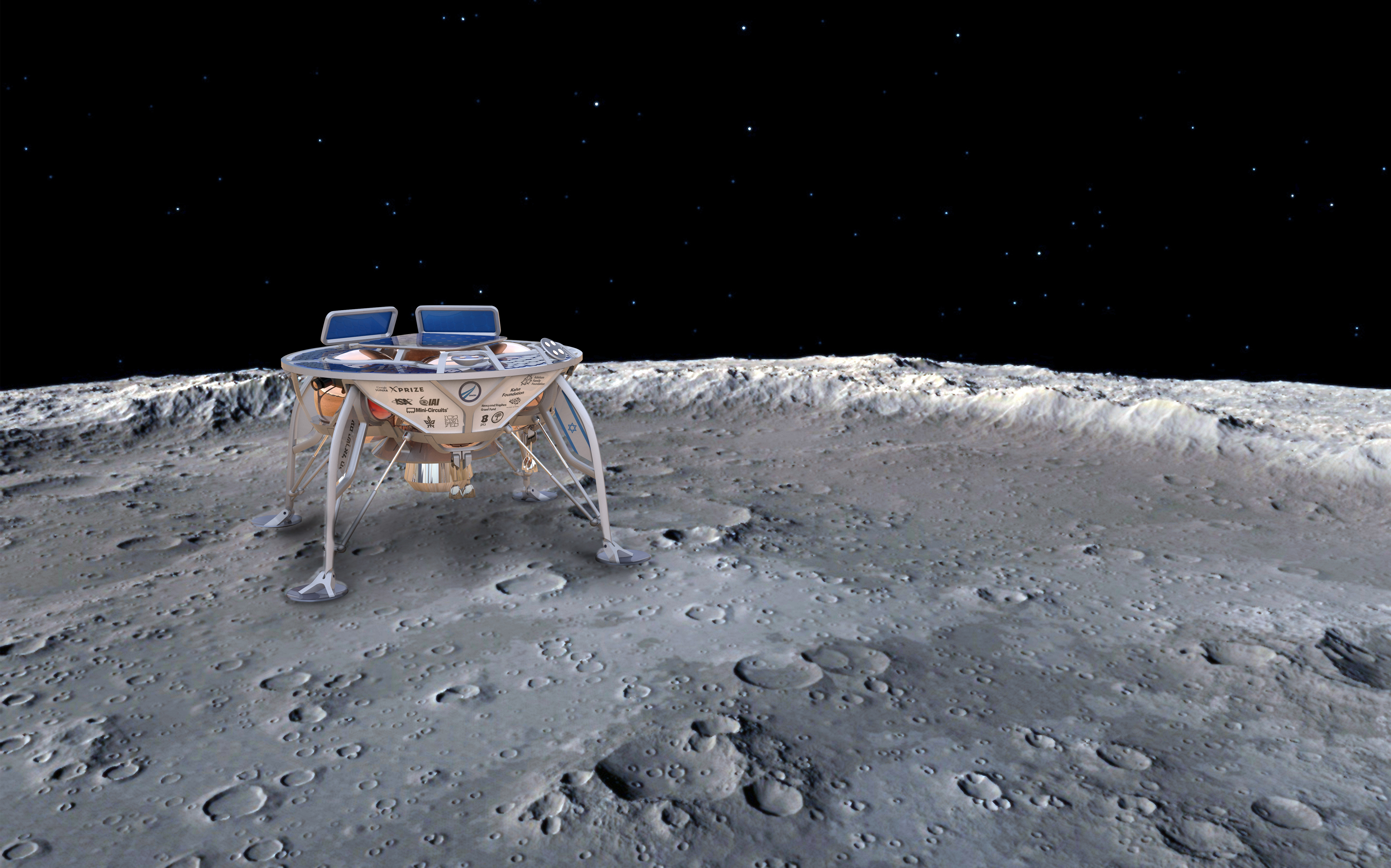
Der geplante Lander

Die zunächst als Sparrow, englisch für Sperling oder Spatz, bezeichnete Raumsonde startete am 22. Februar 2019 mit einer Falcon-9-Rakete der privaten Firma SpaceX vom Weltraumbahnhof Cape Canaveral in Florida und sollte am 11. April 2019 auf dem Mond landen. Entwickelt wurde sie von SpaceIL, einer Gruppe israelischer Raumfahrtenthusiasten um den Software-Unternehmer und Milliardär Morris Kahn. Israel wäre damit nach den USA, der Sowjetunion und der Volksrepublik China erst die vierte Nation, die wissenschaftliche Geräte per sanfter Landung auf den Mond gebracht hätte.
Ein Nachfolgeprojekt namens Beresheet 2 wird geplant, und der Start der Mission ist für das Jahr 2025 geplant. Das Projekt wird voraussichtlich zusammen mit den Vereinigten Arabische Emirate durchgeführt werden.

## Vorsitzende
- Professor Isaac Ben-Israel seit 2005
- Juval Neʾeman 1983–2005